# Holyanna
Holyanna è un brano della rock band Toto, terzo singolo estratto dall'album Isolation del 1984.

## Informazioni
Il brano fu scritto da David Paich e Jeff Porcaro. La canzone ebbe molto successo, il singolo arrivò settantunesimo nella Billboard Hot 100. Fra gli ospiti della registrazione del brano compare Tom Scott al sassofono. La canzone è interamente cantata da David Paich ed ha un ritmo molto caratteristico degli anni ottanta.

## Videoclip
La canzone è soprattutto famosa per il videoclip che oltre che mostrare la band che suona il brano, mostra anche una ragazza che la sera all'insaputa dei genitori rimane fuori con amici e conoscenti fino all'alba, riesce sempre a tornare a casa in tempo per non farsi scoprire dalla madre, che però comincia a diventare sospettosa e una notte scopre che la figlia nel suo letto non c'è. La ragazza quando viene a sapere che la madre l'ha scoperta comincia a temere il peggio, ma negli ultimi minuti del video sembra addirittura infischiarsene e se ne va felice. Una delle tante stranezze del video è che la ragazza protagonista gioca sempre a mettersi in posa e imitare le ragazze nelle varie pose sui cartelloni pubblicitari.

## Tracce
1. Holyanna
2. Mr. Friendly

## Formazione
- David Paich - tastiera e voce primaria
- Steve Lukather - chitarra elettrica e voce secondaria (nel videoclip viene invece mostrato con una chitarra acustica)
- Fergie Frederiksen - voce secondaria
- Steve Porcaro - tastiera
- Tom Scott - sassofono
- Mike Porcaro - basso elettrico
- Jeff Porcaro - percussioni